# C/2016 U1 (NEOWISE)
C/2016 U1 (NEOWISE) – kometa hiperboliczna, odkryta 21 października 2016 przez projekt NEOWISE, będący częścią misji teleskopu WISE. Projekt zajmuje się m.in. poszukiwaniem komet. Kometa była widoczna z Ziemi gołym okiem, miała maksymalną jasność ok. +6m (w pierwszym tygodniu roku 2017), natomiast w dniu 14 stycznia 2017 była najbliżej Słońca. Kometa przeleciała obok Ziemi w najmniejszej odległości 13 grudnia 2016 (106 milionów km); nie stanowi ona zagrożenia dla Ziemi.

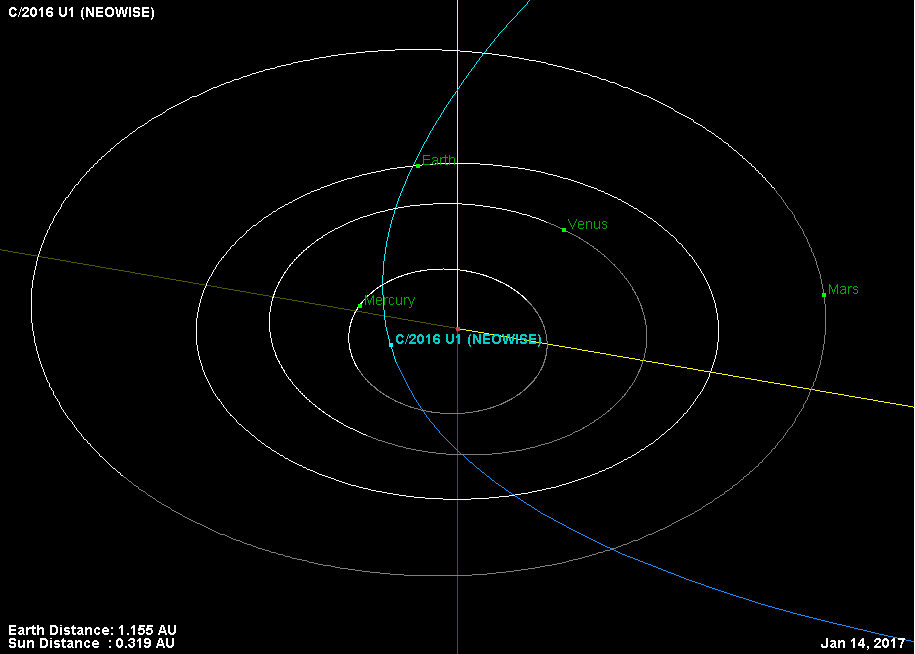
Położenie C/2016 U1 (NEOWISE) 14 stycznia 2017 (przelot obok Słońca w najmniejszej odległości).